# Giorgio Vasari
Giorgio Vasari, italijanski slikar, arhitekt, pisatelj in zgodovinar, * 30. julij 1511, † 27. junij 1574. 
Najbolj znan je po svojem delu Življenja najodličnejših slikarjev, kiparjev in arhitektov (Le Vite de' più eccellenti pittori, scultori, e architettori) in velja za ideološki temelj umetnostno-zgodovinskega pisanja.

## Življenje
Vasari je bil rojen v  Arezzu v Toskani. Po priporočilu svojega bratranca Luche Signorellija je v zgodnjem otroštvu postal učenec Guglielma da Marsiglie, spretnega slikarja vitrajev. Ko je bil star 16 let, ga je kardinal Silvio Passerini poslal v Firence, kjer se je pridružil krogu Andree del Sarta in njegovima učencema Rossu Fiorentinu in Jacopu Pontormu, ter dobil humanistično izobrazbo. Spoprijateljil se je z Michelangelom, katerega slikarski slog naj bi vplival nanj.

## Slikarstvo
Leta 1529 je obiskal Rim in študiral dela Rafaela in drugih umetnikov rimske visoke renesanse. Vasarijeve manieristične slike so bile bolj občudovane, ko je živel, kot kasneje. Leta 1547 je končal dvorano v Sodni palači (Palazzo della Cancelleria) v Rimu s fresko, ki je dobila ime Dvorana stotih dni (Sala dei Cento Giorni). Stalno je bil zaposlen pri Medičejcih v Firencah in Rimu, delal je v Neaplju, Arezzu in drugih mestih. Veliko njegovih slik še vedno obstaja, najpomembnejša pa je stenska in stropna poslikava v Dvorani Cosima I. (Sala di Cosimo I.) v Palazzo Vecchio v Firencah, kjer je delal s pomočniki leta 1555, ter freske, ki jih je začel delati v notranjosti velike kupole Firenške stolnice (Duomo). Dokončal jih je Federico Zuccari s pomočjo Giovannija Balduccija. Prav tako je pomagal pri oblikovanju sekreterja (pisalnika) (Studiolo Francesca I. Medičejskega), ki je zdaj ponovno v Palazzo Vecchio. Med njegovimi drugimi učenci in privrženci so bili Sebastiano Flori, Bartolommeo Carducci, Domenico Benci, Tommaso del Verrocchio, Federigo di Lamberto (Federigo del Padovano), Niccolò Betti, Vittor Casini, Mirabello Cavalori (Salincorno), Jacopo Coppi (Jacopo di Meglio), Piero di Ridolfo, Stefano Veltroni Monte Sansavino, Orazio Porta iz Sansavina, Alessandro Fortori iz Arezza, Bastiano Flori iz Arezza, Fra Salvatore Foschi iz Arezza in Andrea Aretino. 

## Arhitektura
Vasari ni bil samo slikar, ampak je bil tudi uspešen arhitekt. Njegova loža v Galeriji Uffizi ob reki Arno odpira razgled na skrajni konec dolgega, ozkega dvorišča edinstvenega urbanističnega načrtovanja, ki je javni trg in je skupaj s kratko ulico edinstvena renesančna ulica z enotno arhitekturno podobo. Pogled iz lože (Loggia) palače Uffizi iz smeri reke Arno kaže, da je Vasarijev koridor eden redkih objektov, ki črto reke odpre in se zdi, kot da jo objema.
V Firencah je Vasari zgradil tudi dolg prehod, ki se zdaj imenuje Vasarijev koridor, ki povezuje palačo Uffizi in palačo Pitti na drugi strani reke. Zaprt koridor poteka ob reki Arno na arkadah, prečka Ponte Vecchio (Stari most) in zavije okoli zunanjosti več stavb.
Prav tako je obnovil srednjeveški cerkvi Santa Maria Novella in Santa Croce. Na obeh je odstranil izvirno korno pregrado in mansardo ter oblikoval retrokore v manierističnem slogu tistega časa. V slednji je naslikal Čaščenje treh kraljev, ki jo je naročil papež Pij V. leta 1566, končal jo je februarja 1567. Pred kratkim je bila obnovljena, preden je bila leta 2011 razstavljena v Rimu in Neaplju. Sčasoma naj bi jo vrnili v cerkev Santa Croce v mesto Bosco Marengo v provinci Alessandria v Piemontu.
Leta 1562 je Vasari zgradil osmerokotno kupolo na baziliki Marije ponižnosti v Pistoii, ki je pomemben primer visoke renesančne arhitekture. 
V Rimu je sodeloval pri načrtih za vilo  papeža Julija III. (Villa Giulia) z Giacomom Barozzijem da Vignolo in Bartolomeom Ammanatijem.

## Življenja najodličnejših slikarjev, kiparjev in arhitektov
Pogosto ga imenujejo tudi "prvi umetnostni zgodovinar" . Izumil je zvrst enciklopedije umetniških življenjepisov s svojo Le Vite de 'più eccellenti pittori, scultori, ed architettori (Življenje najodličnejših slikarjev, kiparjev in arhitektov), ki jo je posvetil velikemu vojvodi Cosimu I. Medičejskemu in je bila prvič objavljena leta 1550. Prvi je uporabil izraz "renesansa" (rinascita) v tiskani obliki, čeprav je bila zavest o "ponovnem rojstvu" v umetnosti v zraku od Leona Battiste Albertija naprej, in je tudi odgovoren za današnjo uporabo izraza gotska umetnost, čeprav je uporabljal le besedo got, ki je bila povezana z "barbarskim" nemškim slogom. V delu je tudi nova razprava o tehničnih metodah v umetnosti.  Knjiga je bila delno predelana in razširjena leta 1568 z dodatkom lesoreznih portretov umetnikov (nekaj hipotetičnih).
Delo je dosledno in razvpito pristransko v prid Firenčanom, ki jim je dodelil vse dogodke v renesančni umetnosti, na primer izum graviranja. Beneška umetnost (skupaj z umetnostjo iz drugih delov Evrope) v prvi izdaji sploh ni omenjena. Med prvo in drugo izdajo je Vasari obiskal Benetke in v drugi izdaji več pozornosti namenil beneški umetnosti (končno tudi Tizianu), ne da bi zavzel nevtralno stališče.
Vasarijevo delo je polno zabavnih čenč. Veliko njegovih anekdot ima zrno resnice, druge pa so izmišljene, kot je zgodba o mladem Giottu, ki slika muho na površini slike slikarja Cimabueja, ki jo Cimabue večkrat poskuša s krtačo odgnati. Z nekaj izjemami pa je bila Vasarijeva estetska sodba resna in nepristranska. Ni raziskoval arhivov glede natančnih datumov, kot to delajo sodobni umetnostni zgodovinarji, njegovi življenjepisi so najzanesljivejši za slikarje njegove generacije in tiste iz bližnje preteklosti. Sodobna znanost je z novimi materiali, ki podpirajo raziskave, popravila veliko njegovih datumov in pripisovanj.
Vasari je izdelal skico lastnega življenjepisa ob koncu življenja in dodal nekatere podrobnosti o sebi in svoji družini v življenjih Lazzara Vasarija in Francesca Salviatija.
Po mnenju zgodovinarja Richarda Goldthwaita  je bil Vasari eden prvih avtorjev, ki je uporabljal izraz "konkurenca" (concorrenza v italijanščini) v ekonomskem smislu. Uporabljal jo je večkrat in poudaril koncept v uvodu k življenju  Perugina pri pojasnjevanju razlogov za florentinsko umetniško premoč. Po mnenju Vasarija so se  florentinski umetniki odlikovali, ker so bili lačni in lačni so bili, ker jih je vodila njihova močna medsebojna konkurenca provizij. Konkurenca, je dejal, je "hrana, ki jih vodi".

## Socialni položaj
Vasari je užival velik ugled in bil zelo uspešen. Leta 1547 si je zgradil lepo hišo v Arezzu (zdaj muzej njemu v čast) in okrasil njene stene in oboke s slikami. Izvoljen je bil v občinski svet rodnega mesta in končno je dobil najvišji uradniški položaj gonfalonjer.
Leta 1563 je v Firencah pomagal ustanoviti Akademijo umetnosti slikanja (Accademia e Compagnia delle Arti del Disegno) z velikim vojvodom in Michelangelom kot vodjo ter 36 izbranimi umetniki kot člani.

## Galerija
- Dela Giorgia Vasarija slikarja
- Aleksander Medičejski počiva
- Pieta
- Ptičar
- Sveta družina z Andreo del Sartom
- Zadnja večerja
- Pokop
- Skušnjave svetega Hieronima
- Sveti Luka slika Marijo
- Oznanjenje
- Pravica
- Prerok Elizej

- Freske in dekoracije
- Notranjost Firenške stolnice
- Cosimo načrtuje zavzeti Sieno
- Poveličevanje Cosima I.
- Poraz Benečanov v Casentinu

- Vasari arhitekt
- Uffizi – kolonada in loža
- Loža v Arezzu
- Peter v Montoriu, Rim
- Michelangelova grobnica
- Dvorana stotih dni, 1547, Sodna palača